# Schizothorax
Schizothorax és un gènere de peixos de la família dels ciprínids i de l'ordre dels cipriniformes. El nom científic significa pit escindit, del grec antic schízeïn (σχίζειν), escindir, tallar, i thórax (θώραξ) (pit).

## Taxonomia
- Schizothorax argentatus (Kessler, 1874)
- Schizothorax biddulphi (Günther, 1876)
- Schizothorax chongi (Fang, 1936)
- Schizothorax cryptolepis (Fu & Ye, 1984)
- Schizothorax curvilabiatus (Wu & Tsao, 1991)
- Schizothorax davidi (Sauvage, 1880)
- Schizothorax dolichonema (Herzenstein, 1888)
- Schizothorax dulongensis (Huang, 1985)
- Schizothorax edeniana (McClell., 1842)
- Schizothorax elongatus (Huang, 1985)
- Schizothorax esocinus (Heckel, 1838)
- Schizothorax gongshanensis (Tsao, 1964)
- Schizothorax grahami (Regan, 1904)
- Schizothorax griseus (Pellegrin, 1931)
- Schizothorax heterochilus (Ye & Fu, 1986)
- Schizothorax huegelii (Heckel, 1838)
- Schizothorax integrilabiatus (Wu et al. a Wu & Wu, 1991)
- Schizothorax kolleri (Lohberger, 1929)
- Schizothorax kozlovi (Nikolskii, 1903)
- Schizothorax kumaonensis (Menon, 1971)
- Schizothorax labiatus (McClell., 1842)
- Schizothorax labrosus (Wang, Zhuang & Gao a Wang, Zhuang, Zhang & Gao, 1981)
- Schizothorax lantsangensis (Tsao, 1964)
- Schizothorax lepidothorax (Yang, 1991)
- Schizothorax lissolabiatus (Tsao, 1964)
- Schizothorax longibarbus (Kessler in Herzenstein, 1888)
- Schizothorax macrophthalmus (Terashima, 1984)
- Schizothorax macropogon (Regan, 1905)
- Schizothorax malacanthus (Huang, 1985)
- Schizothorax meridionalis (Tsao, 1964)
- Schizothorax microcephalus (Day, 1877)
- Schizothorax microstomus (Hwang, 1982)
- Schizothorax molesworthi (Chaudhuri, 1913)
- Schizothorax myzostomus (Tsao, 1964)
- Schizothorax nasus (Heckel, 1838)
- Schizothorax nepalensis (Terashima, 1984)
- Schizothorax ninglangensis (Wang, Zhang & Zhuang a Wang, Zhuang, Zhang & Gao, 1981)
- Schizothorax nukiangensis (Tsao, 1964)
- Schizothorax oconnori (Lloyd, 1908)
- Schizothorax oligolepis (Huang, 1985)
- Schizothorax parvus (Tsao, 1964)
- Schizothorax pelzami (Kessler, 1870)
- Schizothorax plagiostomus (Heckel, 1838)
- Schizothorax prenanti (Tchang, 1930)
- Schizothorax progastus (McClell., 1839)
- Schizothorax prophylax (Pietschman, 1933)
- Schizothorax pseudoaksaiensis (Herzenstein, 1888)
- Schizothorax raraensis (Terashima, 1984)
- Schizothorax richardsonii (Gray, 1832)
- Schizothorax rotundimaxillaris (Wu & Wu, 1992)
- Schizothorax sinensis (Herzenstein, 1888)
- Schizothorax skarduensis (Mirza & Awan, 1978)
- Schizothorax waltoni (Regan, 1905)
- Schizothorax wangchiachii (Fang, 1936)[2]